# Wendy Woods
Wendy Heather Woods (născută Bruce; n. 5 februarie 1941 – d. 19 mai 2013) a fost o profesoară și activistă antiapartheid din Africa de Sud. Ea s-a implicat alături de soțul ei, jurnalistul Donald Woods⁠(d), în diferite activități antiapartheid; cei doi au fugit împreună cu copiii lor din Africa de Sud și au trăit în exil în Marea Britanie începând din 1977. Wendy Woods a fost o membră activă a organizației militante Black Sash. A colaborat în perioada exilului la diverse organizații de caritate și, după moartea soțului ei, a înființat Fundația Donald Woods. Ea și familia ei sunt portretizați în filmul Cry Freedom⁠(d) (1987).

## Biografie
S-a născut în orașul Mthatha la 5 februarie 1941 și a purtat inițial numele Wendy Bruce. A învățat bine la școală, promovând doi ani într-unul singur și a părăsit casa natală la vârsta de 16 ani, în 1958, pentru a lucra ca bibliotecată la Pietermartitzburg. A urmat studii la Trinity College of Music din Londra, unde a obținut diploma de licență și a devenit profesoară de muzică.
Familia ei avea o căsuță în zona Transkei Wild Coast, unde tânăra Wendy l-a cunoscut pe viitorul ei soț, Donald Woods⁠(d). S-a căsătorit cu Donald în 1962 și s-a convertit la catolicism. Cei doi soți s-au mutat în orașul sud-african East London, unde soțul ei lucra pentru ziarul Daily Dispatch⁠(d). Cuplul a avut șase copii, dintre care doar cinci au trecut de vârsta copilăriei.
Wendy Woods a susținut că ea și soțul ei erau militanți „întârziați din punct de vedere politic”, ca urmare a faptului că au crescut într-un oraș mic, printre adulți rasiști. Woods s-a alăturat grupului Black Sash⁠(d), format din femei militante împotriva apartheidului. A luat parte împotrivă cu membrele grupului la demonstrații organizate în orașul East London. O prietenă pe nume Barbara Briceland a spus că Wendy Woods a fost foarte activă în cadrul diverselor campanii antiapartheid. Ea i-a ajutat, de asemenea, pe activiștii negri care se ascundeau de poliție și l-a vizitat pe activistul Steve Biko în închisoare.
În cursul anilor 1970 poliția de securitate le-a amplasat microfoane în casă și i-a supus periodic hărțuirii și amenințărilor. În cele din urmă, Donald Woods a primit un ordin de restricție din partea guvernului sud-african, așa că soția sa a trebuit să vorbească cu oamenii, inclusiv cu mass-media, în locul lui. Ea a asistat, de asemenea, la ancheta cu privire la moartea lui Biko, care a avut loc la Pretoria. Wendy Woods a luat notițe pe care soțul ei le-a folosit mai târziu pentru a scrie o carte despre moartea lui Biko. În timpul anchetei de 13 zile cu privire la moartea lui Biko, fiica ei în vârstă de șase ani a primit din partea poliției de securitate o cămașă îmbibată în acid, care i-a cauzat arsuri și a determinat familia să aleagă exilul.
În 1977 Donald Woods s-a deghizat în preot catolic și a părăsit casa, fugind în Lesotho. Wendy Woods a plecat a doua zi, împreună cu copiii, și a reușit să treacă granița, distrăgând atenția funcționarilor poliției de frontieră. Fugarii au zburat cu avionul la Londra și s-au stabilit în suburbia londoneză Surbiton⁠(d). Donald a călătorit în toată lumea în timpul exilului lor, organizând campanii de presă împotriva apartheidului, iar Wendy a rămas la Londra pentru a avea grijă de copii. Atât ea, cât și soțul ei au lucrat pe post de consultanți la filmul Cry Freedom⁠(d) (1987), care prezintă relația familiei lor cu Biko și fuga lor din Africa de Sud.
În exil, Wendy Woods a lucrat pentru mai multe organizații caritabile, inclusiv pentru fundația educațională Canon Collins și Amnesty International. Ea a colectat, de asemenea, „mii de cărți” pentru University of Fort Hare⁠(d), universitatea în care studiase Nelson Mandela. A scris, de asemenea, câteva articole împotriva apartheidului. Înainte de moartea sa în 2001, Donald Woods a pus bazele organizației Mandela Statue Fund, care a fost preluată apoi de Wendy Woods. Șapte ani mai târziu, ea a dezvelit o statuie a lui Nelson Mandela, înaltă de 2,74 m, în Parliament Square⁠(d) (Piața Parlamentului) din Londra. Ea a înființat o fundație care a purtat numele soțului ei, Fundația Donald Woods, în 2003. A lucrat timp de zece ani ca președinte al fundației, contribuind la construirea de clinici medicale și la punerea bazelor unor ateliere educaționale și a diferite programe pentru copiii și persoanele vulnerabile din provincia Eastern Cape.
Wendy Woods a murit în orașul Surrey (Anglia) pe 19 mai 2013.